# Estação Aimé Césaire
Aimé Césaire é uma futura estação da linha 12 do Metrô de Paris. Com Mairie d'Aubervilliers, ela deverá ser aberta em 2022.

## A estação
A estação, com inauguração prevista para meados de 2019, será situada na place Henri-Rol-Tanguy em Aubervilliers, próximo ao Canal Saint-Denis. Ela servirá um antigo bairro industrial em plena transformação, bem como áreas densamente povoadas, mas muito longe de meios de transporte pesados. Ela se estenderá sob a avenue Victor-Hugo, no prolongamento do poço do canal, a estrutura que havia servido para a introdução da tuneladora, até a place Henri-Rol-Tanguy na esquina da avenue Victor-Hugo e da rue de la Commune-de-Paris. Com uma superfície aproximada de 1 300 m2 em três pisos subterrâneos, ela terá quatro acessos, um ao norte e três ao sul, um dos quais com um elevador.
Do outro lado do canal, um poço na avenue Victor Hugo será utilizado para ventilação e acesso de bombeiros.
Durante as obras, a RATP relatou dificuldades técnicas para a estação da Mairie d'Aubervilliers, com solo arenoso e lençol freático que aflora a 4 metros. Segundo ela, 16 meses dos dois anos de atraso seriam atribuídos às redes concessionárias. O túnel é utilizado durante o canteiro de obras para trazer o concreto e evacuar os resíduos e as águas poluídas. Uma hidrofresa cava valas a uma profundidade de 40 m antes de despejar o concreto para as paredes de contenção do recinto da estação. Esta operação começou em abril de 2016, antes das obras da laje de cobertura e, em seguida, para o desenvolvimento da estação, que deveria ser inaugurada no final de 2019.
A presença imprevista de água, areia e gesso atrasou o local que teve de recorrer ao congelamento do solo para consolidar o solo para poder continuar a escavação. Um escudo de terra congelada com mais de 1,80 m de espessura e vários metros de diâmetro foi instalado em uma rede de tubos de resfriamento de metro para passar por ele por vários meses, a partir de julho de 2016, uma salmoura misturada com água e sal resfriada a - 35 °C para congelar e assim solidificar os solos.

## Denominação
Após a morte do poeta martinicano Aimé Césaire em 2008, as autoridades eleitas quiseram dar seu nome a uma estação de metrô. Jean-Christophe Lagarde, prefeito de Drancy, propôs então que fosse dado à estação em um momento o nome Proudhon - Gardinoux mas, a RATP exigindo que a odonímia do bairro fosse relacionada ao nome da estação, o STIF decidiu em 2011 que a estação Proudhon - Gardinoux teria o nome de Front Populaire. Por outro lado é a estação provisoriamente denominada Pont de Stains que foi denominada Aimé Césaire, em referência à place Aimé Césaire inaugurada em 6 de julho de 2008 nas proximidades.

## Pontos turísticos
O Canal Saint-Denis é um lugar para caminhar em plena remodelação.

## Extensão planejada
Esta estação está sendo construída como parte da extensão da linha 12 para Mairie d'Aubervilliers. Na primeira fase, apenas a estação Front Populaire está aberta desde 18 de dezembro de 2012, mas as obras estruturais do túnel no trecho que incluirá as estações Aimé Césaire e Mairie d'Aubervilliers foram concluídas, tendo a tuneladora escavado até a estação RER de La Courneuve - Aubervilliers para fornecer uma via de garagem. A construção das duas estações teve início no outono de 2014, com a realização das paredes de diafragma de Aimé Césaire a partir de fevereiro de 2016, e a abertura dessas duas estações, inicialmente planejada para 2017, foi adiada para meados de 2019 devido a vários problemas administrativos e técnicos, e depois para a primavera de 2022.